# Patriotyczne Stowarzyszenie Katolików Chińskich
Patriotyczne Stowarzyszenie Katolików Chińskich, zwane również Katolickim Kościołem Patriotycznym w Chinach lub Oficjalnym Kościołem w Chinach (PSKCh) – chrześcijański związek wyznaniowy powstały w 1957 roku w Chińskiej Republice Ludowej celem zastąpienia zdelegalizowanego przez władze komunistyczne Kościoła katolickiego w Chinach.

## Historia
2 sierpnia 1957 na konferencji przedstawicieli chińskich katolików w Pekinie powołano Chińskie Katolickie Stowarzyszenie Patriotyczne, przemianowane później na Patriotyczne Stowarzyszenie Katolików Chińskich. Jego pierwszym przewodniczącym został arcybiskup Shenyangu Ignatius Pi Shushi, który w latach 1958–1962 bez zgody papieża wyświęcił 30 biskupów dla Stowarzyszenia.

## Charakterystyka
Wspólnota formalnie nie uznaje zwierzchnictwa papieża, a także ustaleń i reform soboru watykańskiego II. Według kanonu 2314 prawa kanonicznego z 1917 roku wynika, że od chwili powstania PSKCh jest Kościołem schizmatyckim, ale Stolica Apostolska nigdy go za taki en masse nie uznała. W 1957 roku papież Pius XII dokonał jedynie ekskomuniki biskupów należących do stowarzyszenia i nowo wyświęconych bez jego zgody nowych hierarchów PSKCh.
PSKCh podlega pod Biuro Spraw Religijnych Chińskiej Republiki Ludowej. Zrzesza około 5 milionów obywateli Chin.
Od czasów pontyfikatu Jana Pawła II, Stolica Apostolska zabiega o powrót PSKCh na łono Kościoła katolickiego. Po 2000 roku stowarzyszenie, które dotąd samo wybierało i konsekrowało swoich biskupów, zaczęło czekać z ich intronizacją na aprobatę ze strony Kurii Rzymskiej. W ostatnich latach z cichym błogosławieństwem papieża wstąpiło na tron kilku biskupów PSKCh. Aprobata dla nich nie była jednak oficjalnie ogłaszana, żeby nie dawać chińskim władzom pretekstu do oskarżeń o ingerencję w wewnętrzne sprawy kraju. W maju 2005 roku władze Chin zasadę tę jednak przerwały. Według watykanistów, normalizacja stosunków z PSKCh oraz nawiązanie oficjalnych stosunków dyplomatycznych z Chinami miały być jednym z ważniejszych celów pontyfikatu Benedykta XVI.
Obok stowarzyszenia PSKCh działa w Chińskiej Republice Ludowej również lojalny wobec papieża Kościół podziemny, którego liczbę wyznawców szacuje się na około 8 milionów osób. Istnieją też tolerowane przez władze chińskie dwie rzymskokatolickie diecezje kościelne w Hongkongu i Makau, których status reguluje prawo autonomicznych regionów, a nie ChRL.
W 2018 r. Watykan i ChRL podpisały tymczasowe porozumienie, w którym Watykan zgodził się, by biskupów w ChRL powoływać spośród kandydatów wytypowanych przez PSKCh.

## PSKCh a chińskie władze
Komunistyczny rząd w Pekinie twierdzi, że miejscowi katolicy nie powinni być lojalni wobec obcego państwa, czyli Watykanu. Wpływ na pracę krajowego Kościoła, który zgodnie z prawem kanonicznym powinien mieć papież, jest przez władze chińskie uznawany za „obcą ingerencję w wewnętrzne sprawy Chin”. PSKCh utworzono w 1957 r. po to, żeby tę lojalność przerwać i poddać społeczność katolicką skuteczniejszej kontroli. Przemawia za tym fakt, że w chińskiej tradycji politycznej nigdy nie istniał rozdział religii od państwa, a cesarz był zwierzchnikiem wszystkich religii, a także najwyższym kapłanem państwowego kultu Niebios. Z drugiej strony, katolicyzm, który zdobył wielu wyznawców w czasach kolonialnych, cieszył się w XX wieku niezależnością. Po utworzeniu Chińskiej Republiki Ludowej w 1949 r. swobody przez kilka lat pozostawiono.
Po utworzeniu PSKCh władze dążyły do ograniczenia rozwoju społeczności katolickiej. Najgorsze czasy nastały dla niej w czasie rewolucji kulturalnej (1966-1976). Po 1978 r. jej sytuacja zaczęła się poprawiać, a wraz z odejściem od systemu totalitarnego, w Chinach mógł równolegle rozkwitnąć tzw. Kościół podziemny, lojalny wobec Watykanu.

## Nauczanie PSKCh
PSKCh formalnie nie uznaje wszelkich decyzji Watykanu podjętych od 1949 r. W ten sposób kwestionuje m.in. wszystkie kanonizacje i encykliki od 1949 r., dogmat o Wniebowzięciu Najświętszej Marii Panny (1950), postanowienia II Soboru Watykańskiego (1962-1965), a także reformy liturgii (1969-1970). W rezultacie w latach 1976–1990 msze w Chinach odprawiano w rycie trydenckim.
W nauczaniu społecznym PSKCh nie może być sprzeczne z programem społecznym partii komunistycznej. Dlatego m.in. nie występuje przeciw aborcji czy antykoncepcji. Duchowni są zmuszani do wyrażania poparcia dla decyzji władz.

## PSKCh a Watykan
Watykan nigdy nie uznał PSKCh za schizmatycki, chociaż wywierano na niego taką presję. Uznano, że chiński Kościół pozostaje w komunii ze Stolicą Apostolską. Sakramenty udzielane przez duchownych tego Kościoła są uznawane za ważne.
Według kanonu 2314 prawa kanonicznego z 1917 r., PSKCh jest schizmatyczne, bo uzurpuje sobie prawo do własnej jurysdykcji. Co więcej otwarcie i aktywnie popiera komunizm, co podlega karze ekskomuniki od 1938 r. Dlatego papież Pius XII musiał ekskomunikować biskupów, którzy przystąpili do PSKCh w 1957 r., podważając dogmat o prymacie papieskim przyjęty na Pierwszym Soborze Watykańskim w 1870 r.
Wiele osób, które należą do PSKCh, w rzeczywistości jest lojalna wobec Stolicy Apostolskiej. Uważa się, że większość duchownych PSKCH, nawet 70 proc., w sekrecie pojednała się ze Stolicą Apostolską i działa w Kościele podziemnym. Jednym z celów Watykanu jest połączenie obu nurtów chińskiego Kościoła.

### Kwestia Tajwanu i nuncjatury apostolskiej
Chińska nuncjatura apostolska mieści się obecnie w Tajpej na Tajwanie, gdzie w 1949 r. przeniósł się rząd Republiki Chińskiej, po tym, jak władzę w Chinach objęli komuniści. Nuncjusz początkowo pozostał w Chinach, żeby próbować nawiązać stosunki z nowym rządem, został jednak wydalony. Ze względu na gotowość negocjacji z komunistami, nacjonalistyczny rząd na Tajwanie nie zgodził się przyjąć nuncjusza, ale jego następcom umożliwiono pracę na Tajwanie, gdzie obecnie mieszka 300 tys. katolików. Przedstawicielstwo formalnie nosi nazwę „Nuncjatury w Chinach”. W ten sposób Watykan, jako ostatnie państwo w Europie uznaje rząd w Tajpej za reprezentanta całych Chin. Niemniej, od kiedy ONZ uznaje rząd w Pekinie za jedynego reprezentanta Chin, Watykan nie obsadza już najwyższego urzędu w placówce, lecz jedynie stanowisko Chargé d’affaires. 
Watykan dąży obecnie do przeniesienia nuncjatury do Pekinu. Władze ChRL uzależniają to jednak od zerwania stosunków z Tajwanem i zamknięcia placówki w Tajpej, na co nie chce się zgodzić Watykan. W przypadku wielu krajów, jak np. USA, takie przenosiny odbyły się bowiem równolegle, bez wymogu uprzedniej likwidacji ambasady na Tajwanie.
Ponieważ Kościół katolicki oficjalnie w Chinach nie istnieje, otwarcie nuncjatury w Pekinie Watykan uzależnia zagwarantowania przez chińskie władze „wolności wyznania”. W praktyce oznacza to, że Watykan oczekuje na zniesienie – przynajmniej częściowe – prawnych ograniczeń w stosunkach między chińskimi katolikami a Stolicą Apostolską.
Watykaniści uważają jednak, że sprawa lokalizacji nuncjatury nie jest najważniejsza w normalizacji stosunków. Za życia Jana Pawła II Pekin się od niej powstrzymywał, bo przeszkadzała mu aura papieża, który doprowadził do upadku komunizmu w Europie Środkowo-Wschodniej. Niemniej, po śmierci Jana Pawła w 2005 r. kościoły w Chinach odprawiły nabożeństwa żałobne.

### Kwestia działalności misyjnej w epoce kolonializmu
Chińskie władze wysuwały argument, że Kościół powinien przeprosić za nadużycia misjonarzy i kleru w Chinach w XIX wieku i w pierwszej połowie XX wieku. Według obowiązującej w ChRL wersji historii, Chiny były wówczas „półkolonią”, a chrystianizacja chińskiego społeczeństwa była wymuszana siłą lub poprzez zachęty ekonomiczne. W tym świetle skrytykowano kanonizację 120 męczenników w Chinach z 2000 r. Według Pekinu wielu z nich to cudzoziemcy, kórzy przed śmiercią popełnili przestępstwa wobec narodu chińskiego.
Chińskie władze oskarżyły wówczas Watykan o unilateralizm.

### Benedykt XVI i PSKCh
Watykan, poprzez swą dyplomację, starał się uzyskać wpływ na pracę oficjalnego chińskiego Kościoła. Z woli Benedykta XVI ordynowani zostali biskup pomocniczy Szanghaju Joseph Xing Wenzhi (28 czerwca 2005 r.) oraz biskup koadiutor Xi’anu Anthony Dang Ming (26 lipca 2005 r.). Ich intronizacja została poparta również przez władze w Pekinie, co miało przyspieszyć normalizację stosunków chińsko-watykańskich. Żeby nie drażnić Pekinu, w sprawie tych nominacji Watykan nie wydał żadnego oświadczenia ani dokumentu.
W październiku 2005 r. Benedykt XVI zaprosił trzech biskupów PSKCh oraz jednego z Kościoła podziemnego na Synod Biskupów jako pełnych członków, a nie jako „braterskich delegatów” (termin ten jest używany w odniesieniu do przedstawicieli Kościołów niekatolickich). Niemniej, rząd w Pekinie nie wydał im pozwolenia na podróż, ponownie oskarżając Watykan o unilateralizm, tj. brak konsultacji.

## Znani duchowni
- Michał Fu Tieshan